# Réaction de Mannich
La réaction de Mannich est une méthode classique pour la préparation de bêta-aminocétones et aldéhyde (base de Mannich). C'est une étape clé dans la synthèse de nombreux produits pharmaceutiques et naturels.
La réaction de Mannich fait intervenir un aldéhyde ou une cétone énolisable, une amine secondaire, du formaldéhyde, en solution aqueuse d’acide chlorhydrique comme catalyseur. Le produit obtenu est une aminocétone formée par addition sur la cétone d'une molécule de formaldéhyde et d'une molécule d'amine.

## Mécanisme de la réaction
Le mécanisme de la réaction de Mannich est détaillé ci-dessous :

## Conditions de réaction
On utilise un solvant protique tel que l'éthanol, le formaldéhyde, ou le paraformaldéhyde car cela favorise l'équilibre de la réaction.
La base obtenue est un solide blanc.